# Colegiul Național „Alexandru Lahovari”
Colegiul Național „Alexandru Lahovari” este un liceu din orașul Râmnicu Vâlcea fondat în anul 1891.

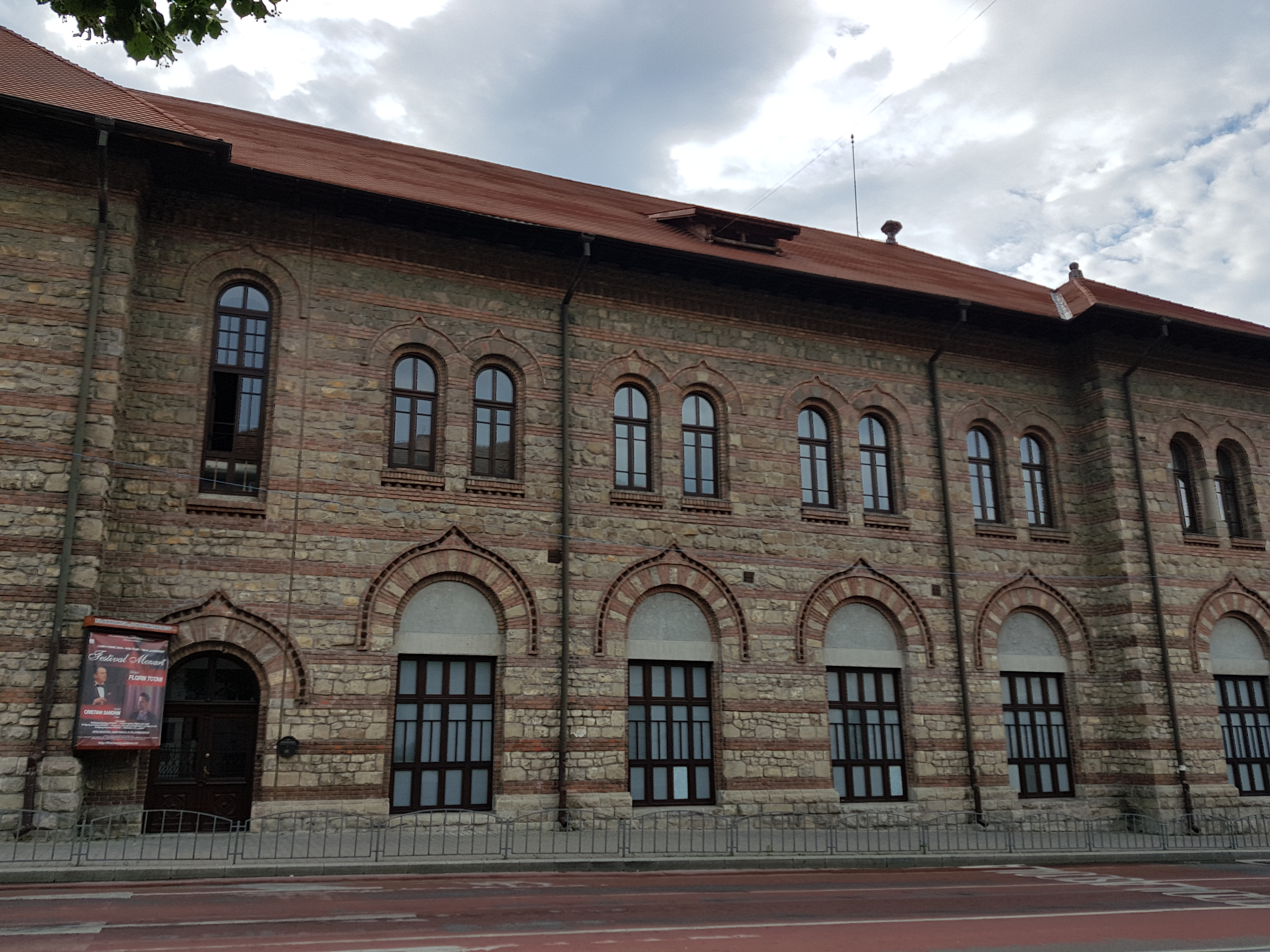
Colegiul Național „Alexandru Lahovari” din Râmnicu Vâlcea în 2018

## Istoric
Istoria acestui liceu începe în 1891, când la Râmnicu-Vâlcea se înființează un gimnaziu „clasic”, condus de Alexandru Teodoru. Cursurile au început pe 7 septembrie, iar în 1894 gimnaziul ajunge la patru clase. În același an, se propune numele „Mircea-Vodă”, dar nu se știe cu certitudine dacă a fost folosit.
În 1899, prin Decretul Ministerial nr. 2533, gimnaziul primește numele „Alexandru Lahovari”. La începutul secolului XX, gimnaziul funcționa în vechiul local al seminarului, dar din cauza condițiilor necorespunzătoare, se decide construirea unui nou sediu, început în 1909 și finalizat în 1911 adăpostind 155 de elevi.
Pe 12 octombrie 1913, Ministerul Cultelor și Instrucțiunii Publice aprobă înființarea cursului superior, dar Primul Război Mondial determină desființarea acestuia.
Pe 1 septembrie 1919, gimnaziul devine liceu cu 12 clase, iar pentru a face față numărului mare de elevi, se construiește o nouă aripă a clădirii.
În anul școlar 1934-1935, liceul „Alexandru Lahovari” este încadrat în categoria C și, în 1941, găzduiește un Congres al Corpului Didactic.

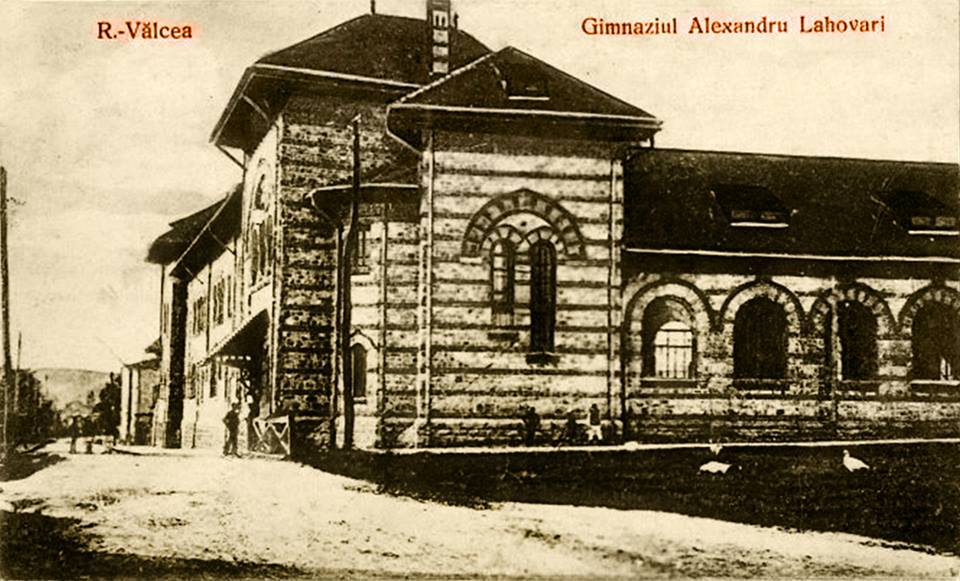
Colegiul Național „Alexandru Lahovari” pe o carte poștală din Perioada interbelică (1919), atunci gimnaziu

În timpul celui de-al Doilea Război Mondial, o parte a liceului devine spital.
Până în 1956, liceul era exclusiv pentru băieți, iar ulterior devine mixt.
În 1965-1966, școala primește numele Liceul „Nicolae Bălcescu”, care va fi păstrat până în 1978, când devine Liceul de Matematică-Fizică „Nicolae Bălcescu”.
În anul școlar 1965-1966, odată cu trecerea la durata studiilor preuniversitare de 12 clase, școala primește denumirea de Liceul „Nicolae Bălcescu”, sub care va fi cunoscută până în 1978, când își schimbă numele în Liceul de Matematică-Fizică „Nicolae Bălcescu”.
După Revoluția Română din 1989, școala redevine „Alexandru Lahovari”, iar în 1997 primește titulatura de colegiu național.

## Absolvenți notabili
- Mihail Fărcășanu[2]
- Virgil Ierunca[2]
- Nicolae Manolescu[2]
- Gib Mihăescu[2]
- Dem Rădulescu[2]
- Dinu Săraru[2]
- Vasile Zagorschi[3]